# Michael McMillian
Michael McMillian (Colorado Springs, Colorado, 21 de outubro de 1978) é um ator norte-americano conhecido por seu papel como Henry Gibson nas primeira e segunda temporadas do WB sitcom What I Like About You.

## Biografia
McMillian nasceu em Colorado Springs, Colorado, mais cresceu em Olathe, Kansas, frequentou a Interlochen Center for the Arts, em Interlochen, Michigan, de 1995 a 1997.
Ele fez também pós-graduação durante os anos de 1997 a 1998 na Universidade Carnegie Mellon.

## Filmografia

### Cinema
| Ano  | Título                                     | Papel             | Notas |
| ---- | ------------------------------------------ | ----------------- | ----- |
| 1999 | Out of Courage 2: Out for Vengeance        | Kelly O'Rourke    | Curta |
| 2004 | Dorian Blues                               | Dorian Lagatos    |       |
| 2005 | Marsha Potter Gets a Life                  |                   | TV    |
| 2007 | The Hills Have Eyes 2                      | Napoleon          |       |
| 2008 | Small Town News                            | Daniel            | TV    |
| 2008 | Dimples                                    | Henry             |       |
| 2009 | Glock                                      |                   | Curta |
| 2009 | Imagine That                               | Brock Pressman    |       |
| 2010 | The Further Adventures of Edmund and Pablo | James             | TV    |
| 2010 | The Business of Falling in Love            | Tom Reinhart      | TV    |
| 2010 | Half-Dragon Sanchez                        | Michael Brandtley |       |
| 2011 | Happy Hour                                 | Greg              | Curta |
| 2013 | The Banshee Chapter                        | James Hirsch      |       |

### Televisão
| Ano  | Título                                         | Papel                | Notas                                       |
| ---- | ---------------------------------------------- | -------------------- | ------------------------------------------- |
| 1995 | Sliders                                        | Rapper na biblioteca | episódio: "Eggheads"                        |
| 2002 | 8 Simple Rules… for Dating My Teenage Daughter | Cara                 | episódio: "Son-in-Law"                      |
| 2002 | Firefly                                        | Jovem Esperançoso    | episódio: "Shindig"                         |
| 2003 | Miracles                                       | Kevin Kettridge      | episódio: "The Ghost"                       |
| 2003 | What I Like About You                          | Henry Gibson         | 25 episódios (2003–2005)                    |
| 2005 | Veronica Mars                                  | Pete Comiscky        | episódio: "Weapons of Class Destruction"    |
| 2005 | Without a Trace                                | Paul Cartwright      | episódio: "Lost Time"                       |
| 2006 | Big Love                                       | Chad                 | episódio: "A Barbecue for Betty"            |
| 2006 | Saved                                          | Harper Sims          | 13 episódios                                |
| 2007 | Scrubs                                         | Patrick              | episódio: "My Conventional Wisdom"          |
| 2008 | True Blood                                     | Steve Newlin         | 2008–presente                               |
| 2009 | Rockville CA                                   | Brett                | 4 episódios                                 |
| 2009 | The Mentalist                                  | Drew Abner           | episódio: "Red Scare"                       |
| 2010 | The Whole Truth                                | Walter Williams      | episódio: "Judicial Discretion"             |
| 2011 | CSI: NY                                        | Neal Cooper          | episódio: "Party Down"                      |
| 2011 | Futurestates                                   | Dr. Slate            | episódio: "Beholder"                        |
| 2011 | Love Bites                                     |                      | episódio: "Keep on Truckin"                 |
| 2011 | Hot in Cleveland                               | Owen                 | 3 episódios (2011–2013)                     |
| 2012 | House of Lies                                  | Paul                 | episódio: "Utah"                            |
| 2012 | Emily Owens, M.D.                              | Blake                | episódio: "Emily and… the Good and the Bad" |